# エバンズビル (哨戒フリゲート)
エバンズビル (USS Evansville, PF-70) は、アメリカ海軍の哨戒フリゲート。タコマ級フリゲートの1隻。艦名はインディアナ州エバンズビルに因む。その名を持つ艦としては2隻目。

## 艦歴
エバンズビルはウィスコンシン州スタージョン・ベイのリーサーン・D・スミス・シップビルディング社で起工した。1943年4月15日まではPG-178と呼ばれた。1943年11月27日にはドン・デイビス夫人（エバンズビル市長の娘）によって命名、進水し、1944年12月4日に艦長G・T・アップルゲート沿岸警備隊少佐の指揮下就役した。
就役後エバンズビルはミシシッピ川を下り、アラバマ州モービルを訪れた後、12月31日にサウスカロライナ州チャールストンに到着した。その後6ヶ月間を東海岸沿いからバミューダにかけての護衛任務、ニューヨーク沖合の偵察任務および短期間の気象観測艦任務に従事した。1945年7月9日にニューヨークを出航し、カリフォルニア州サンディエゴ、ワシントン州シアトルに向かい、アラスカ州コールド・ベイで1945年9月4日にレンドリース法に基づきソ連海軍に貸与され、9月9日にアメリカ海軍を退役した。
ソ連では「護衛艦」を意味する「EK」の略号が付与され、EK-30（ロシア語:ЭК-30エーカー・トリーッツァチ）と命名された。1945年9月25日には、警備艦として太平洋艦隊に配備された。これが、ソ連へ貸与されたタコマ級（PF級）警備艦の最終艦となった。
ソ連での活動後、1950年2月17日に横須賀でアメリカ海軍に返還された。同年7月29日にアメリカ海軍へ再就役し、横須賀を拠点として韓国水域などの偵察任務に従事し、1953年2月28日に再び退役した。同年10月31日、日米船舶貸与協定に基づき第9回貸与艦として警備隊（後の海上自衛隊）に貸与され、「けやき (PF-15) 」として就役し、横須賀地方隊に編入された。同年12月23日、「とち」、「しい」、「まき」とともに第3船隊を新編。1954年4月10日、第1船隊群に司令警備船として編入、同年7月1日、海上自衛隊の発足により新編された自衛艦隊に旗艦として編入され兼ねて第1護衛隊群の旗艦も務めた。1957年9月1日、艦籍番号がPF-295に変更された。1959年には第3回遠洋練習航海に参加した。1970年3月31日、保管船（YAC-21）に区分変更され第1術科学校の実習艦として使用されたが、1976年3月31日に除籍。同年10月15日にアメリカ海軍に返還され、1977年にスクラップとして廃棄された。